# كأس إسكتلندا 1874–75
كأس اسكتلندا 1874–75 (بالإنجليزية: 1874–75 Scottish Cup)‏ هو الموسم 2 من  كأس اسكتلندا. أقيم خلال الفترة أكتوبر 1874 وحتى 10 أبريل 1875، وكان عدد الأندية المشاركة فيه  25، وفاز فيه نادي كوينز بارك.